# Charun Rattanakun Seriroengrit
Charun Rattanakun Seriroengrit (จรูญ รัตนกุล เสรีเริงฤทธิ์; Samphanthawong, 27 ottobre 1895 – Bangkok, 19 luglio 1983) è stato un generale, politico e funzionario thailandese, generale dell'Esercito Phayap nel governo di Plaek Phibunsongkhram durante la seconda guerra mondiale.

## Biografia
Quando in Thailandia all'inizio del XX secolo regnava la monarchia assoluta, il capitano Charun Rattanakun ottenne il titolo onorifico di Luang Seriroengrit. Il giovane ufficiale si unì al Khana Ratsadon e prese parte alla Rivoluzione siamese del 1932 che pose fine alla monarchia assoluta in Thailandia con l'introduzione di una monarchia costituzionale.
Nel frattempo Seriroengrit divenne colonnello e nel 1938 ottenne un'importante posizione nel governo di Plaek Phibunsongkhram diventando capo della Ferrovia di Stato della Thailandia. L'anno successivo divenne vice Ministro dell'Economia e nel 1941 anche Ministro della Difesa.
Dopo la fine della Guerra franco-thailandese, a cui partecipò con azioni in Cambogia, fu promosso tenente generale nel febbraio 1942 e posto al comando dell'Esercito Phayap (Esercito nordorientale). Fu coinvolto nella Campagna della Birmania e nelle operazioni di collegamento tra le unità durante l'occupazione dello Stato Shan della Birmania. Dal maggio 1942 Seriroengrit si dedicò principalmente all'attività politica. Dal marzo al settembre del '42 fu Ministro del Commercio e, fino al 1944, Ministro dei Trasporti.
Dopo la caduta del generale Phibunsongkhram nel 1944, fu arrestato come criminale di guerra. Nel marzo del 1946 tuttavia fu rilasciato. Divenne membro del consiglio di amministrazione della società commerciale nazionale Thai Niyom Phanit e nel maggio sempre del '46 anche del Senato, rimanendo in carica fino al 1951. Nel 1947 partecipò al riuscito colpo di Stato militare contro il governo civile, che portò di nuovo al potere Phibunsongkhram.
Suo figlio Aram Seriroengrit sposò la principessa Galyani Vadhana, sorella del re Bhumibol Adulyadej. Si trovava con Bhumibol quando questi fece un grave incidente automobilistico in Svizzera.
Morì a Bangkok nel 1983.